# Lönedumpning
Lönedumpning, låglönedumpning (eller social dumpning) är en term som används för att beskriva en situation på arbetsmarknaden som leder fram till att lönenivåerna sänks.  
Lönedumpning uppstår främst när arbetsgivare önskar minska kostnaden för löner, genom att på plats anlita billigare arbetskraft (ofta utländsk arbetskraft), eller genom att flytta produktion från ett område till ett annat med lägre lönenivåer, till exempel ett låglöneland.  

## Konsekvenser
Bland de som tjänar på lönedumpning finns ofta arbetsgivare och aktieägare som spar på lönekostnader och som därmed potentiellt kan öka sin vinst. Även företag och anställda i låglöneområden kan vinna på lönedumpning.   
Bland de som förlorar på lönedumpning finns de direkt berörda anställda, som får sämre ekonomi. När lönedumpning sker genom att företag undviker kollektivavtal kan anställda samtidigt förlora andra förmåner, som tjänstepension och försäkringar. Utbredd lönedumpning kan också påverka det omgivande samhället, till exempel genom att skapa spänningar och konflikter mellan arbetsgivare och anställda. Det kan påverka kollektivavtal och regelverk och därmed försämra arbetsförhållanden (löner, arbetstid, utbildning med mera) och den allmänna sociala standarden i ett område.

## Lönedumpning och EU
Fenomenet lönedumpning kopplas ibland till fri rörlighet inom EU eftersom arbetskraft får lättare att röra sig mellan länder, vilket vissa hävdar kan skapa möjligheter för företag att utnyttja länder med lägre lönenivåer och därigenom skapa ojämlikheter inom arbetsmarknaden.
Från fackföreningshåll har synpunkter kring social dumpning framförts mot EU:s tjänstedirektiv, som de menar leder till lönedumpning på den Europeiska unionens inre marknad.